# Střemcha obecná
Střemcha obecná (Prunus padus, místně také třemcha či křemcha), druh rodu slivoň, je opadavý keř nebo strom z čeledi růžovitých.

## Rozšíření

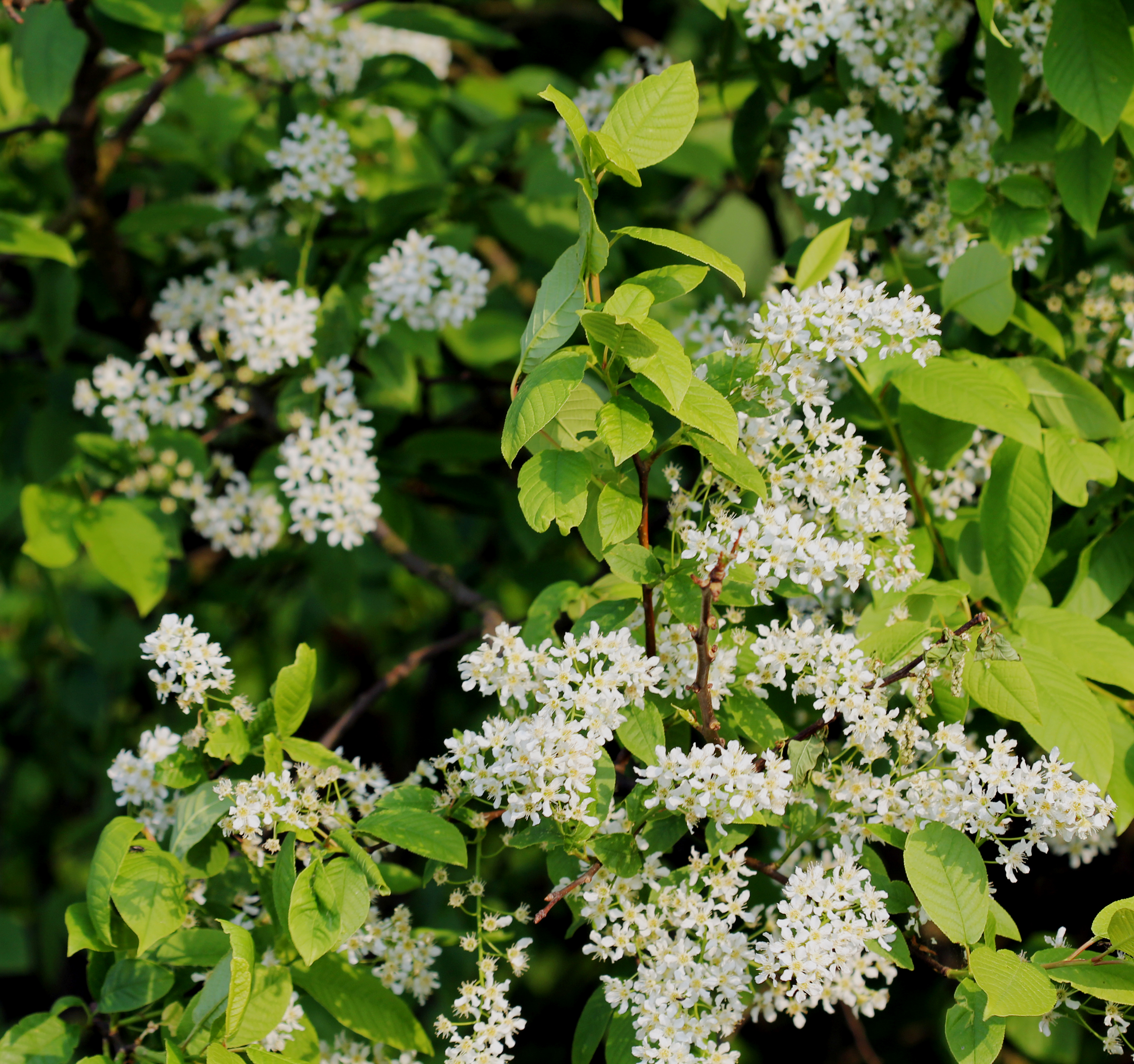
Kvetoucí střemcha obecná

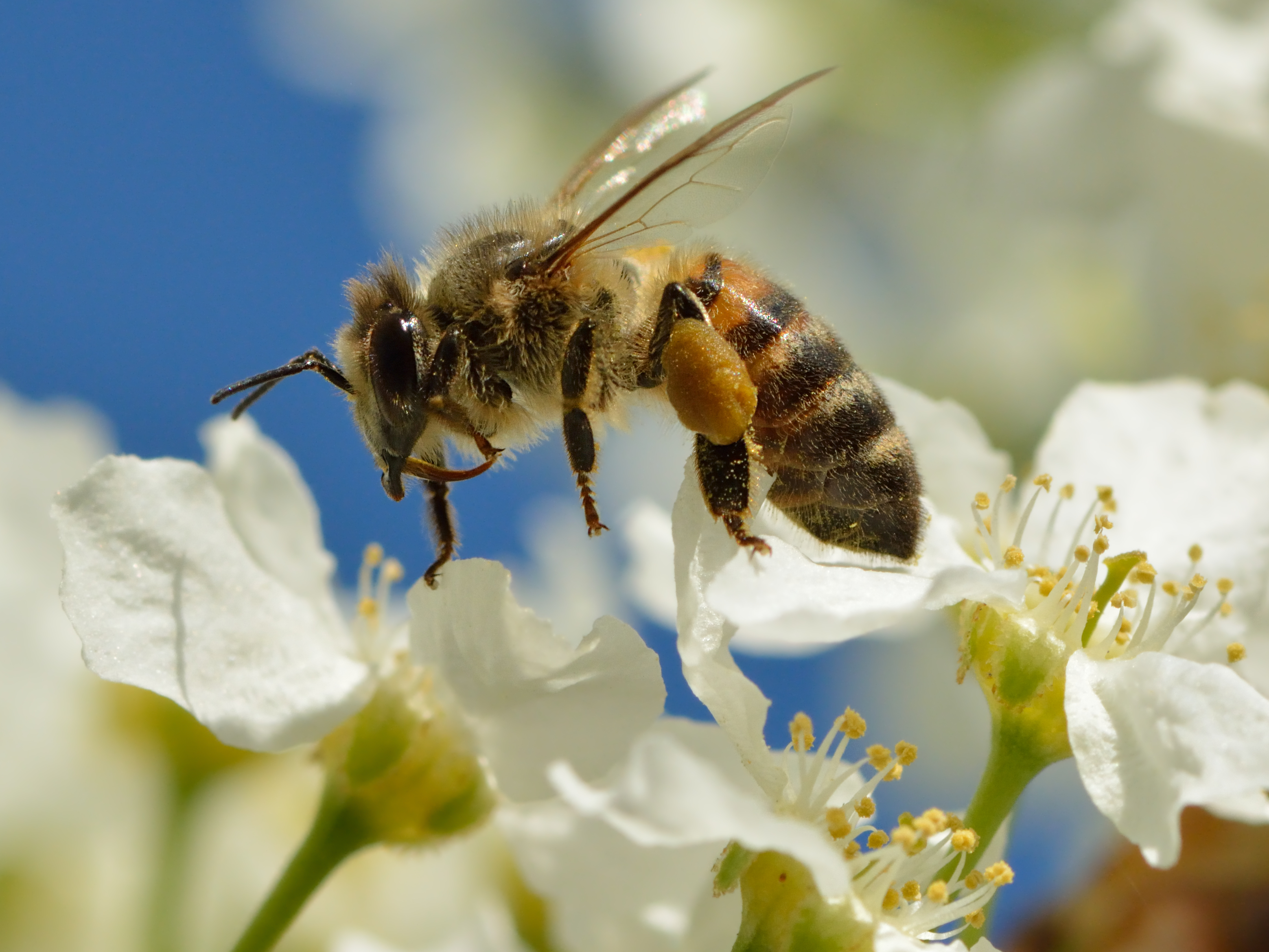

Střemcha obecná je rozšířena téměř v celé Evropě, velké části Sibiře, na Kavkaze i v Maroku. V Česku roste na celém území roztroušeně až hojně. Nenáročná dřevina, snese půdu hlinitou i jílovitou, kyselou i zásaditou, nesnáší však vyloženě suchá stanoviště. Nejčastěji se s ní lze setkat na otevřených, slunečných místech, ve světlých lesích a hájích, na okrajích řek, potoků i v zaplavovaných místech.

## Popis
V keřovité formě vyrůstá do výšky 2 metrů, ve stromové téměř 15 m. Má hustou korunou široce vejcovitou až kuželovitou, v průměru do 8 metrů. Jedná se o velice otužilou dřevinu s červenohnědou borkou, která je mrazuvzdorná až do –40 °C. Mladé větvičky bývají zprvu jemně chlupaté, později jsou lysé, převislé a dostávají temně hnědou barvu. Tmavě zelené až modrozelené listy bývají obvejčité až eliptické, pilovité a zužují se do špičky. Jsou velké až 12 cm a mají tmavě zelenou až modrozelenou barvu. Tvarem se podobají listům třešně.
Intenzivně vonící drobné bílé samosprašné pětičetné květy jsou uspořádány do hustých válcovitých hroznovitých květenství dlouhých až 15 cm. Rozkvétá od dubna do května. Plody jsou drobné šťavnaté peckovice s tenkým mezokarpem, veliké asi 1 cm, barvy červenohnědé až černé obsahující jedno, na povrchu drsné semínko.

## Využití

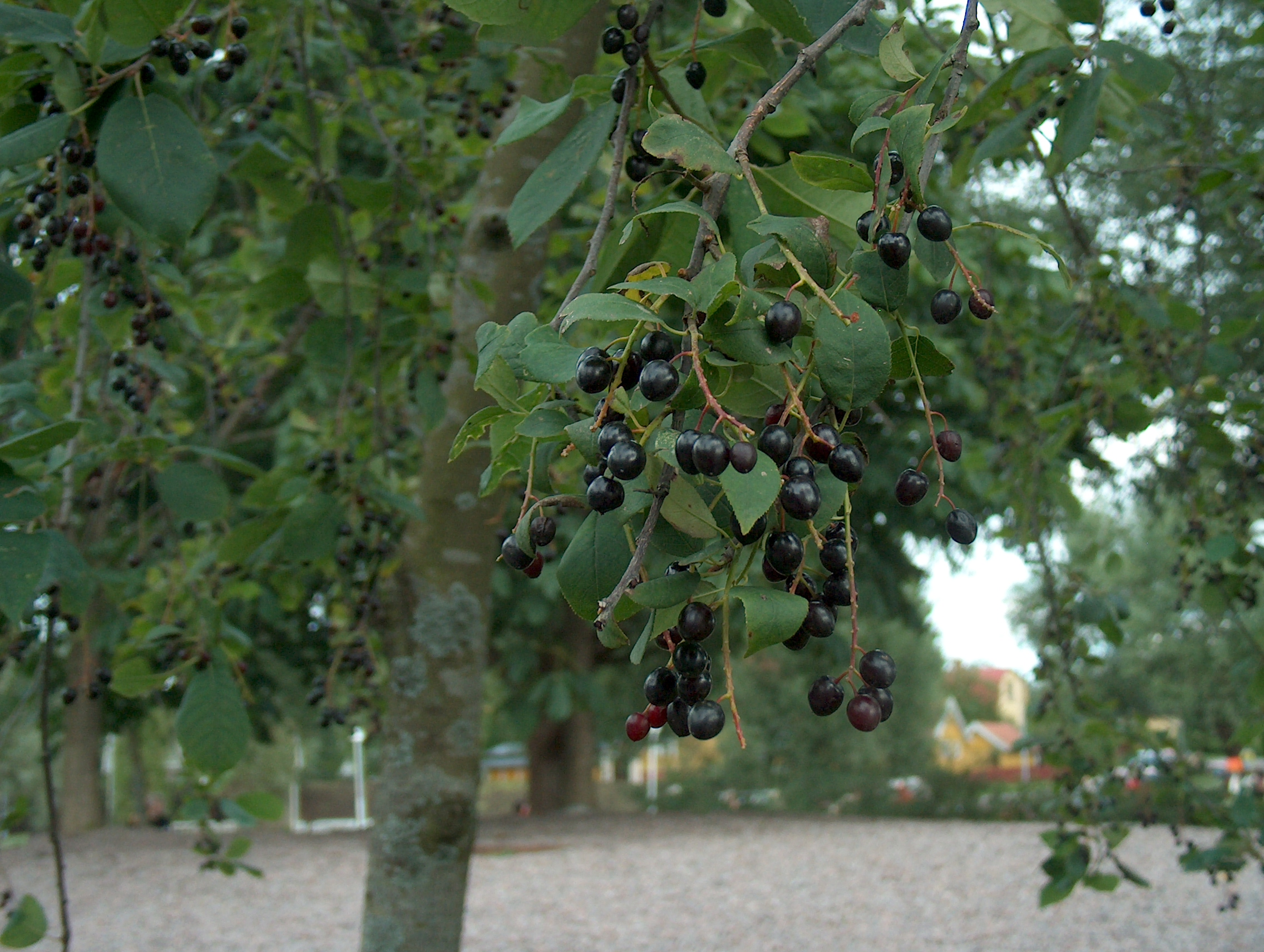
Plody střemchy obecné

V době květu je střemcha významnou medonosnou rostlinou. Plody se pro trpkou chuť k přímé konzumaci nehodí, používají se jako přísada do kompotových směsí a při výrobě marmelád. Jsou vhodnou a oblíbenou potravou lesního ptactva. V severských zemích se plodů využívá k výrobě destilátů nebo vín. Pěkné, nahnědlé dřevo vyhledávají řezbáři a je vhodné pro výrobu vycházkových holí.
Rostlina má vysoký obsah látek s baktericidními a hmyz odpuzujícími účinky v kůře, pupenech, listech i semenech. V lidovém lékařství se kůra užívala jako močopudný a potopudný prostředek.
Její listy bývají ničeny žírem housenek předivky zhoubné (Yponomeuta evonymella), plody houbou puchýřnatcem slívovým (Taphrina pruni). Střemcha obecná je odolná a nenáročná dřevina velké estetické, ale malé hospodářské hodnoty.

## Toxicita
Vyjma dužiny plodů obsahuje glykosid amygdalin, který se štěpí na glukózu, benzaldehyd a kyanovodík. Nejjedovatější, pro obsah kyanovodíku, je kůra a semena. Požití částí rostlin způsobuje nevolnost a jsou zaznamenány případy otrav nejen skotu, ale i lidí.

## Taxonomie
Je to velice variabilní druh, je známo více než 25 poddruhů. V Česku se v přírodních podmínkách nejvíce vyskytují tyto dva:
- střemcha obecná evropská (Prunus padus subsp. padus) L.,
- střemcha obecná skalní (Prunus padus subsp. borealis) (Wimm. & Graebn.) Nyman.

Střemcha obecná skalní je považována za kriticky ohrožený druh kategorie C1 (R1).
Někdy je střemcha řazena jako podrod slivoně (Prunus subgen. Padus) (Mill.) Focke.